# معبد تاکائوسان–یاکوئواین

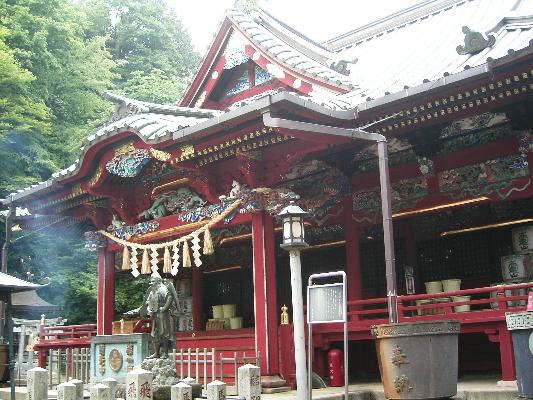
معبد تاکائو در کوه تاکائو.

معبد تاکائوسان–یاکوئواین (به ژاپنی: 高尾山薬王院 Tokaosan-Yakuouin) در کوه تاکائو در منطقهٔ هاچی‌اوجی در منطقه تامای توکیو، پایتخت ژاپن واقع شده‌است. این معبد در سال ۱۷۲۹ میلادی ساخته شده‌است.

## رسیدن به ایستگاه تاکائوسان‌گوچی
- خط تاکائو وابسته به شرکت راه آهن کیئو.